# Armini

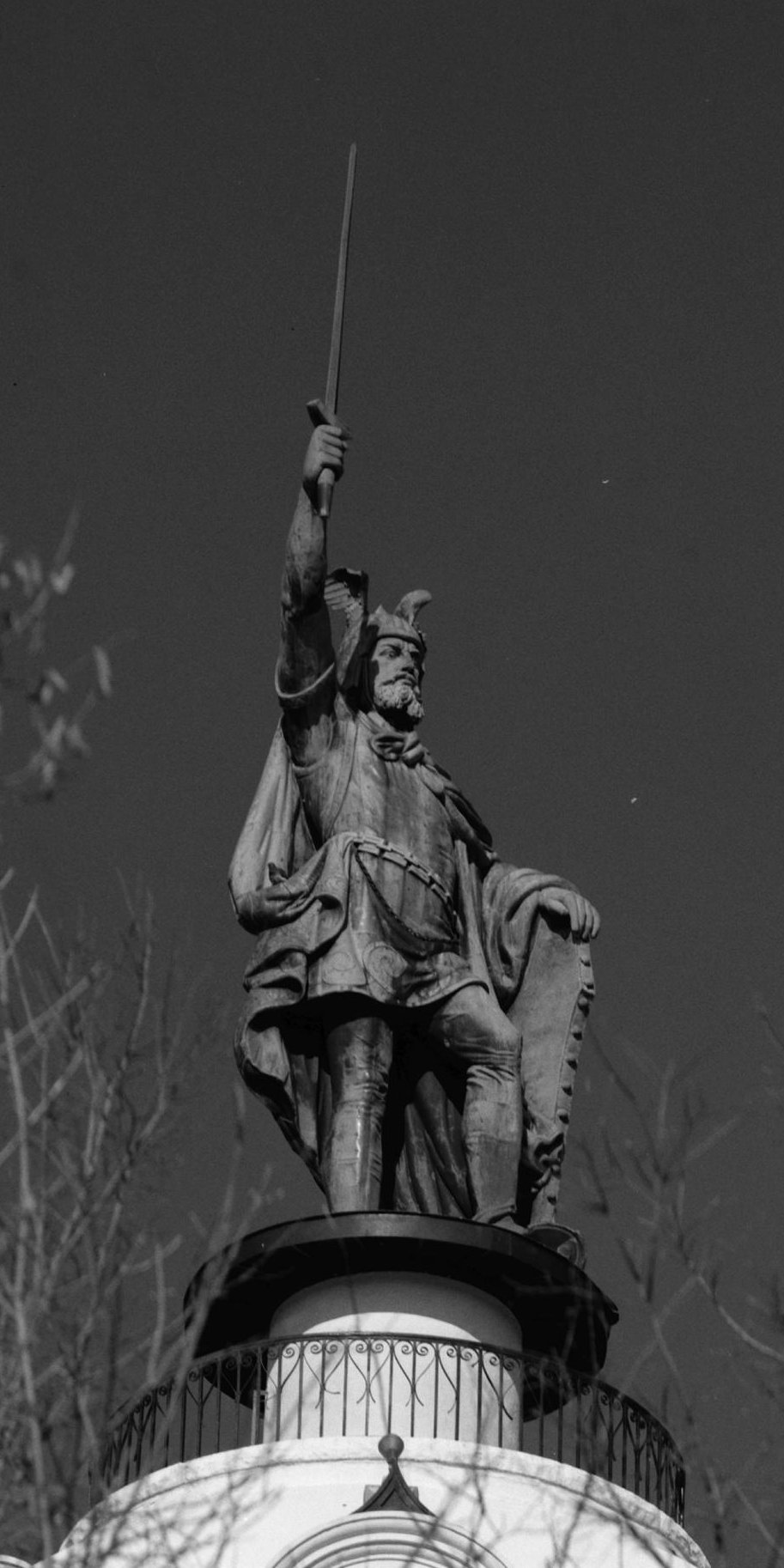
Estàtua d'Armini

Armini (llatí: Arminius o, de vegades, Armenius; 18 aC- 19 dC), conegut en la tradició germànica com a Hermann el Querusc, fou un cabdill germànic fill de Segimer, cabdill de la tribu dels queruscs que vivien al nord de les muntanyes de l'Hartz. És conegut per haver comandat una aliança de les tribus germàniques a la batalla del bosc de Teutoburg a l'any 9 aC, en la qual les tropes romanes sota les ordres de Publi Quintili Var van ser derrotades per les germàniques. Els historiadors moderns han considerat la victòria d'Armini com una de les grans derrotes de Roma, car va prevenir la romanització dels alemanys a l'est del Rin, i així també ha estat considerada una de les batalles més decisives de la història i un punt d'inflexió en la història universal.
A la seva joventut fou auxiliar de les legions romanes juntament amb altres membres de la tribu. Va rebre la ciutadania i fou reconegut com a eques (cavaller).
L'any 9 dC el general Publi Quintili Var va ser enviat per l'emperador August cap a l'interior de Germània per acabar-ne la conquesta, però el seu comportament va fer el jou romà insuportable per als germànics. Armini, que tenia vint-i-set anys i havia succeït poc abans al seu pare com a cap de la tribu, va convèncer alguns caps d'iniciar una revolta. Inicialment va prometre a Var la seva lleialtat i li va donar tropes per protegir combois, però aquestes els destruïen un cop eren fora de l'abast dels romans; les notícies que n'arribaren a Var semblaven indicar una revolta a petita escala. Va marxar doncs amb les seves forces i Armini va convenir trobar-lo en un punt determinat amb les forces germàniques, per ajudar-lo a aturar la rebel·lió.

## Nom

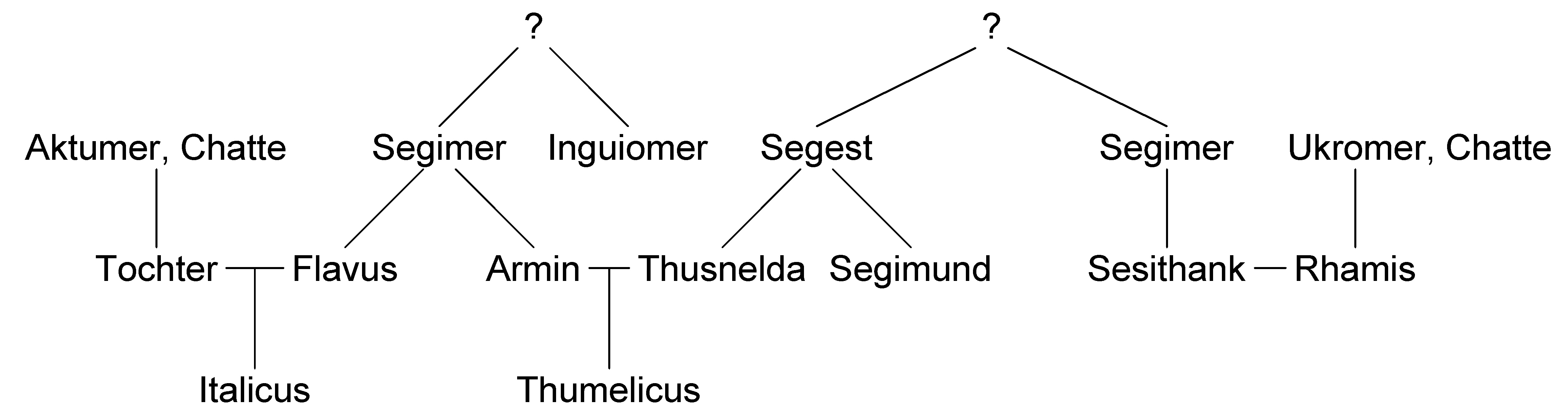
Familiars d'Arminius

L’etimologia del nom llatí Arminius és desconegut, i la confusió ha estat creada per estudiosos recents que alternativament es referien a ell com Armenus A la seva Història, Marc Vel·lei Patèrcul l'anomena Armini, fill de Sigimer, príncep de la nació i afirma que «va assolir la dignitat del rang eqüestre». A causa de les convencions de noms romans de l'època, probablement és Arminius és un nom adoptat que se li va concedir en obtenir la ciutadania o, en qualsevol cas, no és el seu nom germànic. El nom, en canvi, sembla ser d'origen etrusc, i apareix com armne i armni sobre inscripcions trobades a Volaterrae. Segons una altra teoria, aquest nom va ser donat a Arminius pel seu servei a Armènia.
La traducció alemanya d’Arminius ja que el nom Hermann data del segle XVI, possiblement primer per Martí Luter. En alemany, Arminius era tradicionalment distingit com Hermann der Cherusker (Hermann el Cherusc) o Hermann der Cheruskerfürst (Hermann el príncep querusc). Etimològicament, Hermann significa Home de guerra, procedent de l’antic alt alemany heri que significa guerra i man que significa home. Això també li ha donat el sobrenom anglès d'Herman l'alemany.

## La Batalla del bosc de Teutoburg
Armini es va reunir amb Publi Quintili Var, com havia promès, però de sobte els germànics van atacar els romans. Les forces de Var foren sorpreses, i les seves tres legions anihilades al bosc de Teutoburg. Molt pocs romans van poder escapar i el mateix Var va morir; els que foren capturats foren sacrificats.
L'any 10 August va enviar un exèrcit format per veterans al Rin, però es trobaren el riu ben defensat per Armini. L'any 14 Germànic va assolir el comandament de les legions, però mentrestant Armini havia obtingut el suport de més caps germànics com el seu oncle Ingimer, fins llavors aliat de Roma. En canvi el sogre d'Armini, Segestes, un altre cap, va romandre fidel als romans.
La dona d'Armini, Tusnelda, fou feta presonera pels romans i fou enviada a Roma per servir al triomf de Germànic. El general romà va avançar i Armini va retrocedir, però no va presentar batalla oberta fins que no va aconseguir estar en millors condicions, i aleshores va rebutjar Germànic cap al Rin.
Armini també va derrotar una divisió romana sota el comandament de Cecina. L'endemà al matí Armini va ordenar no segui atacant, però Ingimer es va avançar, va iniciar l'atac i fou derrotat, cosa que permeté als romans retirar-se rere el riu.

## Batalla d'Idistavisus
L'any 15 els romans no van fer cap intent contra els germànics però el 16 es van presentar a la zona del Weser. Armini es va disposar a la batalla i la va lliurar amb eficàcia, però la disciplina i la direcció de Germànic es van imposar i Armini va ser derrotat i va quedar rodejat; fou malferit i només es va salvar en un darrer esforç, fugint a cavall. Aquesta gran victòria de Germànic el va fer tan popular que l'any 17 l'emperador el va cridar a la seva presència.
Aquest mateix any va esclatar la lluita amb tribus dels Sueus dirigits per Marobod. L'oncle d'Armini, Ingimer, es va passar al bàndol enemic, però Armini va derrotar els Sèmnons i Longobards.
Després va exercir un poder absolut durant dos anys, que finalment es va tornar opressiu i va provocar una revolta. La lluita no va tenir un resultat clar però els parents d'Armini el van agafar i el van matar l'any 19, quan tenia trenta-set anys.

## Llegat
Armini s'havia casat amb una princesa anomenada Thusnelda, el nom de la qual es conserva només per Estrabó. Va ser capturada pels romans durant l'embaràs, de manera que el seu fill Tumelic va créixer en captivitat a Roma. Tàcit ens diu que tenia una història inusual, que l'historiador promet contar, però que s'ha perdut.

### Roma
En els relats dels seus enemics romans, Armini és molt respectat per la seva capacitat de lideratge militar i com a defensor de la llibertat del seu poble. Basant-se en aquestes fonts, la història d'Armini va ser reviscolada en el segle xvi amb la recuperació de la narració de Tàcit:
| «                       | Armini, sens dubte, alliberador de Germània, que va desafiar al poble romà no en els seus inicis com altres reis i líders, sinó en l'apogeu del seu imperi; en les batalles amb èxit canviant, invicte en la guerra. | » |
| — Tàcit, Annals, II 88. | |   |

Armini no va ser l'única raó per al canvi d'actitud de Roma devers Germània. La política també hi jugà un paper: els emperadors rarament podien confiar un gran exèrcit a un rival potencial, encara que August tenia prou membres familiars per lliurar les seves guerres. A més, August, en el seu regnat de 30 anys, havia annexat molts territoris que encara eren en els inicis del procés de romanització.
Tiberi, successor d'August, va decidir que Germània era una terra poc desenvolupada, que posseïa alguns llogarets, amb només excedents ínfims d'aliments i, per tant, no era de moment important per Roma. A més es requeriria un compromís massa onerós de les finances imperials i despeses excessives de la força militar per a aconseguir dominar-la.
Els estudiosos moderns han assenyalat que el Rin era una frontera més pràctica per a l'Imperi Romà que qualsevol altre riu de Germània. Els exèrcits del Rin podrien ser subministrats des del Mediterrani a través del Roine, el Saona i el Mosel·la, amb només un petit trajecte per terra entre els dos sistemes fluvials. Els exèrcits de l'Elba, en canvi, haurien d'haver estat proveïts per extenses rutes terrestres o per viure a marítima resseguit la costa atlàntica, en un viatge llarg i perillós. Econòmicament el Rin resultava favirable ja tenia ciutats i pobles considerables en el moment de la conquesta de la Gàl·lia. En definitiva, doncs, el Rin era molt més accessible des de Roma i millor equipat per subministrar guarnicions importants que les regions més orientals.

## Influència
La victòria d'Arminius contra les legions romanes al bosc de Teutoburg va tenir un efecte de gran abast en la història posterior tant dels antics pobles germànics com de l'Imperi Romà. Els romans no van fer més esforços concertats per conquerir i mantenir permanentment la Germània més enllà del Rin i els Agri Decumates. Nombrosos historiadors moderns han considerat la victòria d'Arminius com una de les batalles més decisives de la història, i alguns l'anomenen la derrota més gran de Roma.

### Expansió imperial romana

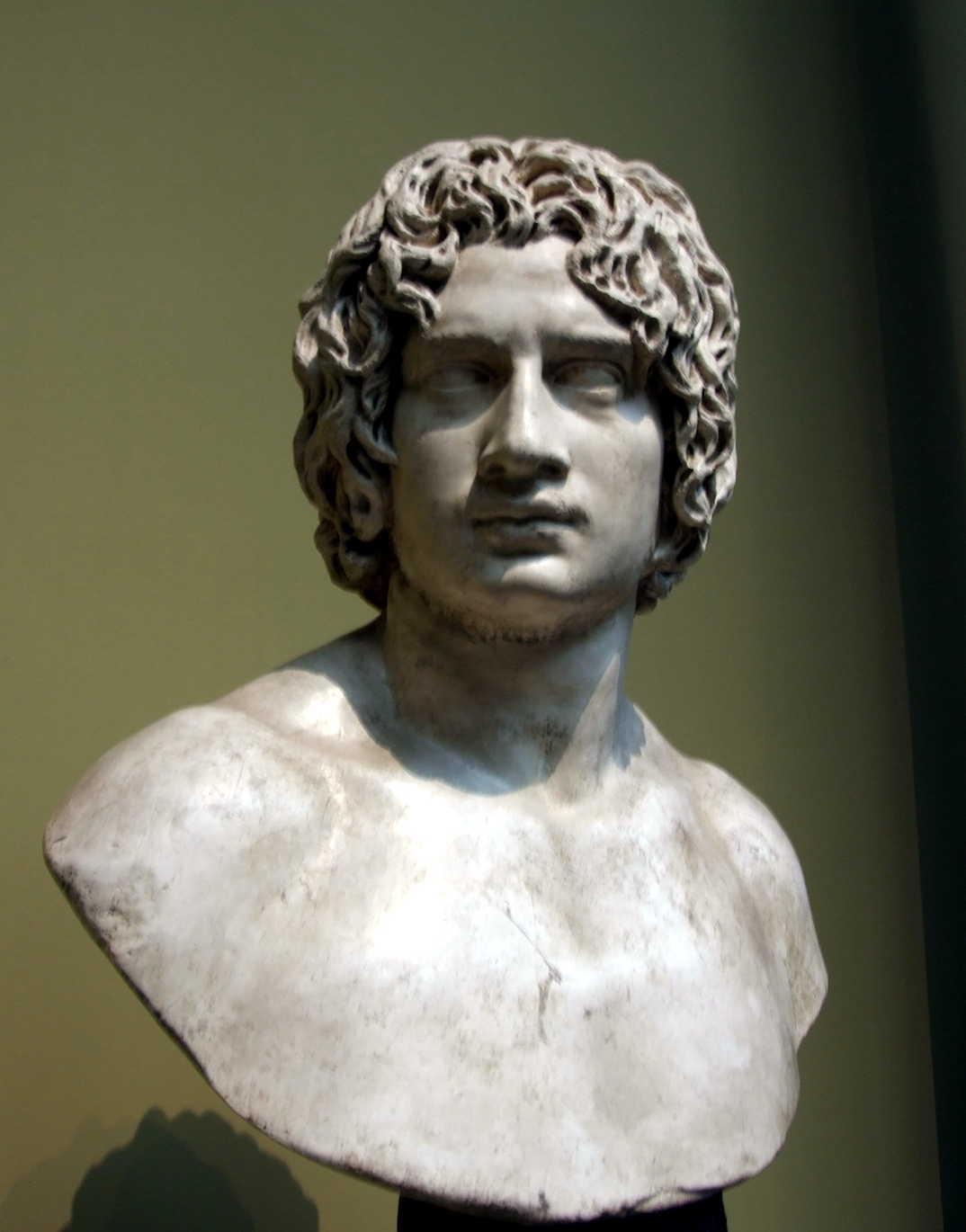
Una escultura romana d'un jove que de vegades s'identifica com Arminius.

En els relats dels seus enemics romans, Arminius és molt apreciat pel seu lideratge militar i com a defensor de la llibertat del seu poble. Basant-se en aquests registres, la història d'Arminius va ser reviscuda al segle XVI amb la recuperació de les històries de Tàcit, que va escriure als seus Annales II, 88:
| « | Armini, sens dubte l'alliberador de Germània, que va desafiar el poble romà no en els seus inicis com altres reis i líders, sinó en el punt àlgid del seu Imperi; en batalles amb èxit canviant, invicte a la guerra. | » |

Armini no va ser l'única raó del canvi de política de Roma envers Germània. La política també va tenir un paper important; els emperadors van descobrir que rarament podien confiar un gran exèrcit a un rival potencial, tot i que August tenia prou familiars lleials per lliurar les seves guerres. A més, August, en el seu regnat de 40 anys, havia annexionat molts territoris encara al començament del procés de romanització. Tiberi, que va succeir August l'any 14 dC, va decidir que Germània era una terra molt menys desenvolupada, que posseïa pocs pobles i només un petit excedent d'aliments, i per tant no era important per a Roma en aquell moment. Conquerir Germània requeriria un compromís massa feixuc per a les finances imperials i una despesa excessiva de força militar.
Els estudiosos moderns han assenyalat que el Rin era una frontera més pràctica per a l'Imperi Romà que qualsevol altre riu de Germània. Els exèrcits del Rin podien ser abastits des del mar Mediterrani a través del Roine, el Saona i el Mosel·la, amb només una breu zona de portatge. Els exèrcits de l'Elba, però, haurien d'haver estat abastits per extenses rutes terrestres o per vaixells que viatjaven pel perillós Atlàntic. Econòmicament, el Rin ja tenia ciutats i pobles considerables en el moment de la conquesta gal·la. El Rin era significativament més accessible des de Roma i estava més ben equipat per abastir guarnicions importants que les regions més enllà.
Roma va optar per deixar de governar directament a Germània a l'est del Rin i al nord del Danubi, sinó que va preferir exercir una influència indirecta mitjançant les tàctiques de dividir i vencer i el nomenament de reis clients, que eren més barates que les campanyes militars. Itàlic, nebot d'Armini, va ser nomenat rei dels queruscs; Vangio i Sido es van convertir en prínceps vassalls dels poderosos sueus, etc. Només quan els mètodes indirectes van resultar insuficients per controlar les tribus germàniques més enllà del Rin, els emperadors romans van dirigir ocasionalment devastadores campanyes punitives a les profunditats de Germània. Un d'ells, liderat per l'emperador romà Maximí el Traci, va resultar en una victòria romana l'any 235 a la batalla del turó de Harzhorn, situat a l'actual estat alemany de Baixa Saxònia, a l'est del riu Weser, entre les ciutats de Kalefeld i Bad Gandersheim.

### Sagues germàniques
A principis del segle XIX, es van fer intents per demostrar que la història d'Arminius i la seva victòria podria haver sobreviscut a les sagues nòrdiques antigues, en la forma del matadracs Sigurd de la saga Völsunga i el Nibelungenlied. Un relat islandès afirma que Sigurd va matar el drac al Gnitaheidr, avui dia el suburbi de Knetterheide de la ciutat de Bad Salzuflen, situat en un lloc estratègic al riu Werre, que podria haver estat el punt de partida de les legions de Varus en el seu camí cap a la seva perdició al bosc de Teutoburg. Un dels erudits escandinaus més importants del segle XIX, Guðbrandur Vigfússon, va identificar Sigurd com a Arminius. Aquesta conjectura fonamentada també va ser recollida per Otto Höfler, que va ser un destacat acadèmic nazi durant la Segona Guerra Mundial.

### Nacionalisme alemany
Després que els Annals de Tàcit fossin redescoberts pels humanistes renaixentistes i publicats per primera vegada durant la Revolució de Gutenberg del segle xv, Armini es va convertir en un símbol important de la identitat nacional alemanya, com a figura que es va oposar amb èxit al colonialisme i va impedir la romanització del seu poble superant i derrotant una de les primeres superpotències del món. De fet, assabentar-se de la seva victòria sobre l'exèrcit romà va ser especialment important per als humanistes del Renaixement alemany, ja que el Renaixement només va arribar al Sacre Imperi Romanogermànic molt més tard que el sud d'Europa i els humanistes alemanys eren molt menyspreats pels seus col·legues italians. La primera adaptació literària de la història d'Arminius va arribar el 1520 amb el diàleg llatí Arminius d’Ulrich von Hutten, que insereix el líder germànic en una reinterpretació del dotzè capítol dels Diàlegs dels morts de Llucià; un debat entre Alexandre el Gran, Hanníbal i Escipió l'Africà davant el tribunal del món subterrani de Minos sobre qui es mereix més la posició de general i estrateg militar més gran de la història. Armini argumenta la seva pròpia afirmació i demana a Tàcit que doni testimoni, i finalment guanya el cas i l'eloqüència de Minos.
Aquesta versió va influir en adaptacions posteriors de la història i va reflectir un gran interès per Arminius durant els anys de la Reforma alemanya; el nom Arminius va ser interpretat com un reflex del nom Hermann per Martí Luter, que veia Arminius com un símbol dels seus seguidors religiosos entre el poble alemany i la seva resistència al Papat i a l’Església Catòlica Romana.
Durant l'ocupació militar dels estats alemanys, primer per l’exèrcit revolucionari francès i després per l’exèrcit imperial francès de Napoleó Bonaparte, Hermann der Cheruskerfürst va tornar a fer-se una icona nacional i un màrtir tant dins del romanticisme alemany com del nacionalisme romàntic anticolonialista alimentat per les guerres napoleòniques, que encara s'anomenen a Alemanya Guerres d'alliberament. Això es pot veure particularment en la pintura de Caspar David Friedrich de 1812 Les tombes dels antics herois. Durant la unificació d'Alemanya al segle XIX, Arminius va ser aclamat com a símbol de la unitat i l'alliberament alemanys.

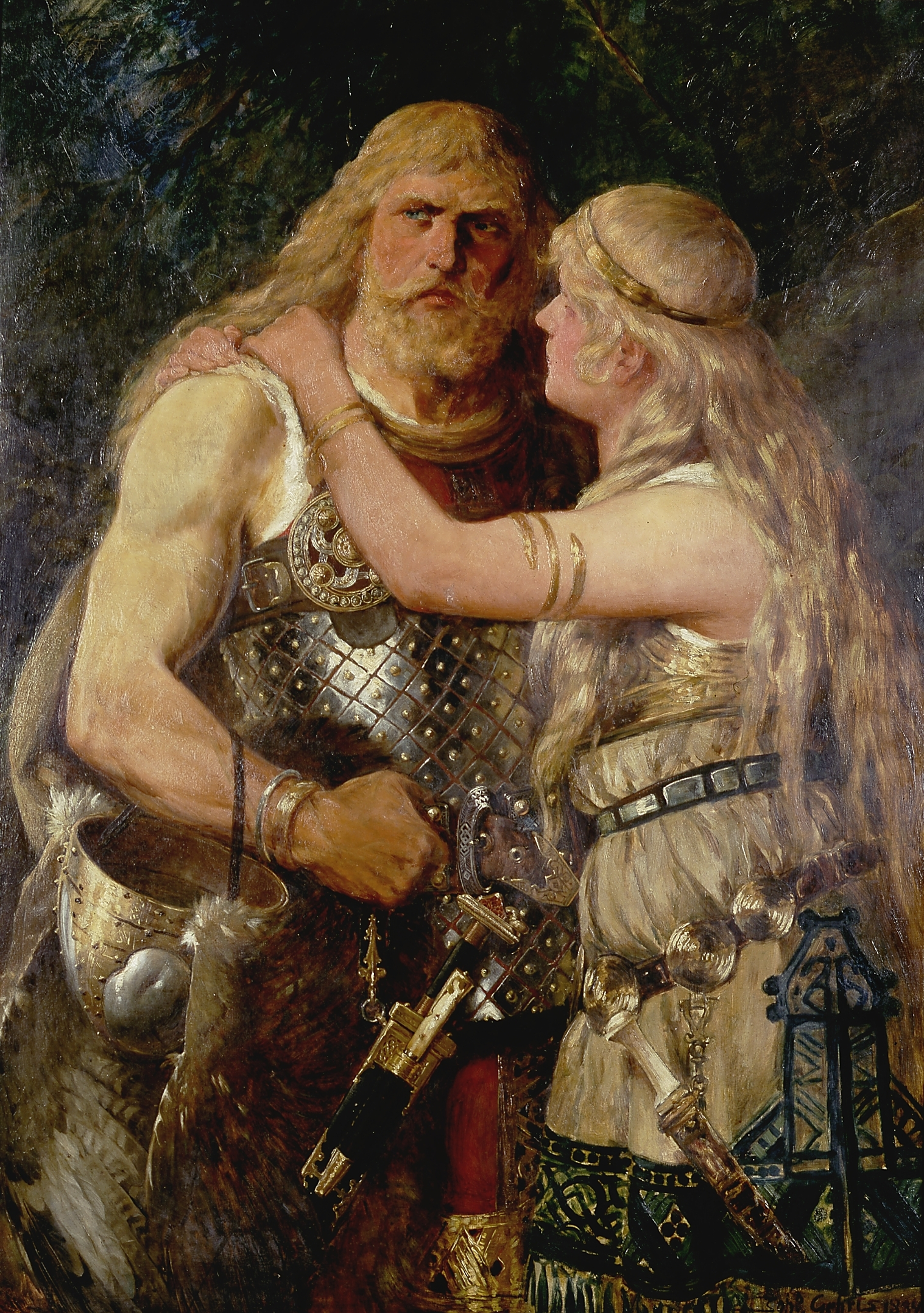
Arminius s'acomiada de Thusnelda, Johannes Gehrts (1884)

El 1808, Heinrich von Kleist va escriure l'obra Die Hermannsschlacht, però amb la victòria de Napoleó a Wagram va romandre manuscrita, es va publicar el 1821 i no es va representar fins al 1860. L'obra s'ha tornat a representar repetidament en moments de crisi nacional i es va utilitzar especialment com a propaganda a l'Alemanya nazi.
El 1838 es va començar la construcció d'una estàtua enorme d'Arminius, coneguda com a Hermannsdenkmal, en un turó prop de Detmold, al bosc de Teutoburg; finalment es va completar i dedicar durant els primers anys del Segon Imperi Alemany després de la victòria alemanya sobre França a la Guerra Francoprussiana de 1870-1871. El monument ha estat una important atracció turística des de llavors, igual que el Monument a Hermann Heights, una estàtua similar erigida a New Ulm, Minnesota, als Estats Units el 1897. El monument de Hermann Heights va ser erigit pels Sons of Hermann, una organització fraternal formada a la ciutat de Nova York per germano-americans com a mitjà d'autoprotecció contra el sentiment antialemany i la discriminació el 1840; i que va florir durant el segle XIX a les ciutats americanes i zones rurals amb grans poblacions que parlaven alemany als Estats Units. Hermann, Missouri, una ciutat al riu Missouri fundada a la dècada de 1830 i incorporada el 1845, també va rebre el nom d'Arminius.
Després de la derrota de l'Alemanya nazi el 1945, Arminius va esdevenir menys conegut entre els alemanys occidentals i el sistema educatiu va evitar ensenyar sobre la seva vida a causa d'un sentiment de culpa i vergonya, arrelat tant en l'Holocaust com en els crims de guerra nazis, relacionats amb qualsevol forma de nacionalisme alemany. Hi havia, però, una pràctica radicalment diferent a l'Alemanya Oriental. Particularment durant la Guerra Freda, Armini i els seus guerrers van ser reinterpretats anacrònicament de manera força similar a la revolta d'esclaus liderada per Espàrtac en la història oficial marxista-leninista promoguda per l'Estat; com una revolució socialista primerenca i com a terror revolucionari contra la societat esclavista romana ('Sklavenhaltergesellschaft'). El llegat d'Arminius i els seus seguidors va ser reinterpretat com a símbol dels suposadament amants de la pau països del Pacte de Varsòvia, mentre que la Roma Imperial es va convertir en un símbol dels capitalistes i suposadament feixistes Estats Units i l’aliança militar de l'OTAN, que van ser presentats com el nou Imperi del mal que calia resistir.
Segons el periodista David Crossland: «El vell nacionalisme ha estat substituït per un patriotisme despreocupat que es manifesta principalment en esdeveniments esportius com la Copa del Món de futbol». El club de futbol de la Bundesliga alemanya DSC Arminia Bielefeld porta el nom d'Arminius. A la diàspora alemanya, en canvi, el 2.000 aniversari de la batalla es va celebrar amb orgull i sense restriccions a New Ulm, Minnesota. Hi va haver batalles simulades entre romans i bàrbars armats amb garrots i també una sèrie de conferències en un auditori.